# مارکو کونتسل
مارکو کونتسل (انگلیسی: Marco Küntzel؛ زادهٔ ۲۲ ژانویهٔ ۱۹۷۶) بازیکن فوتبال اهل آلمان است.
از باشگاه‌هایی که در آن بازی کرده‌است می‌توان به باشگاه فوتبال آگسبورگ، باشگاه فوتبال یونیون برلین، باشگاه فوتبال آرمینیا بیله‌فلد، باشگاه فوتبال هانزا روستوک، باشگاه فوتبال انرژی کوتبوس، و باشگاه فوتبال بروسیا مونشن‌گلادباخ اشاره کرد.